# Meck Island
Meck Island (Meckinsel, auch: Meik Island, Meiku, Meiku-tō, RTS, USAKA) ist ein Teil des Kwajalein-Atolls, welches Teil der Ralik-Kette von den Marshallinseln (RMI) ist. Die Insel liegt im Osten des Atolls südlich der Eniwetak Passage. Die Insel gehört zu den von den Vereinigten Staaten gepachteten Gebieten.

## Geographie
Das Motu liegt im östlichen Riffsaum des Atolls und gehört zu den Omelek-Inseln. Sie liegt südlich der Eniwetak Passage, die sich zwischen der Insel und der Insel Kwadack erstreckt. Die namengebende Insel Eniwetak liegt nach Westen, zum Innern der Lagune, versetzt.
Auf der Insel befindet sich auf der Lagunenseite ein Hafen, eine Flug-Landebahn, eine Telemetrische Einrichtung und die Meck ABM launch site. Auf Meck Island als Bestandteil der Raketen-Teststation Ronald Reagan Ballistic Missile Defense Test Site werden Anti-Ballistic Missiles getestet.
Der Hügel Mount Olympus ist künstlich aufgeschüttet.
Nach der Volkszählung 1999 wurden keine Einwohner auf Meck Island nachgewiesen.

## Klima
Das Klima ist tropisch heiß, wird jedoch von ständig wehenden Winden gemäßigt. Ebenso wie die anderen Orte der Kwajalein-Gruppe wird Meck gelegentlich von Zyklonen heimgesucht.